# Crassula alticola
Crassula alticola (R.Fern., 1978) è una pianta succulenta appartenente alla famiglia delle Crassulaceae, originaria dell'area al confine tra Zimbabwe e Mozambico.
L'epiteto specifico deriva dal latino altus, ossia alto, e cola, abitante, con riferimento all'habitat montuoso in cui si trova la pianta.

## Descrizione

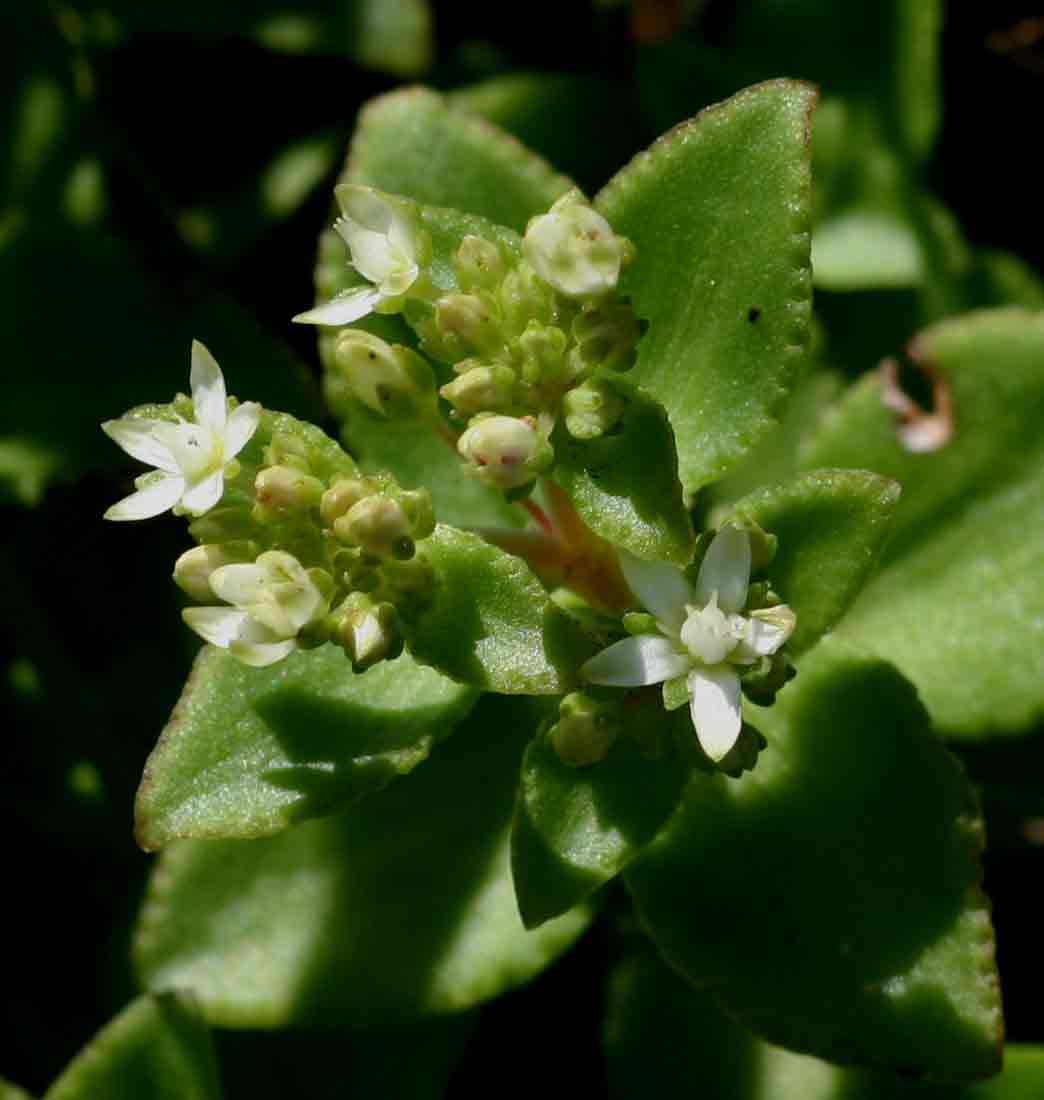
Infiorescenza di C. alticola.

C. alticola è una pianta erbacea perenne formata da steli lunghi fino a 35 cm e a comportamento sia strisciante che ascendente. Gli steli radicano a partire dai nodi inferiori e ramificano raramente, sono glabri verso la base e coperti da peli papillosi verso le estremità.
Le foglie sono succulente, lunghe circa 5 centimetri e larghe 2 cm, dalla forma ellittica o rombica ed unite alla pianta mediante un corto picciolo. Sono generalmente glabre, ad eccezione di alcuni peli papillosi sulla guaina fogliare, e di un colore verde scuro che presenta strie marroni al progredire dell'essicazione.
Le infiorescenze a corimbo si sviluppano, se in habitat, tra gennaio e maggio in posizione terminale. A queste sono uniti i fiori con dei peduncoli filiformi e papillosi. Il calice è formato in genere da 5 sepali, glabri, lunghi 2-3 millimetri e larghi 0,5-0,75 mm, di forma oblungo-lineare e con le estremità appuntite. La corolla, larga circa il doppio del calice, è formata da 5 petali di colore bianco, lunghi 1-1,25 mm, e dalla forma oblungo-lanceolata. Sugli stami, lunghi 3-3,25 mm, si sviluppano delle antere lunghe circa 0,6 mm di colore violaceo.
I frutti sono dei follicoli, lunghi 3–4 mm, che contengono numerosi semi di forma oblungo-ellittica, lunghi 0,5 mm.

## Distribuzione e habitat
L'areale di C. alticola non è ben definito e si concentra principalmente nell'area montuosa al confine tra Zimbabwe e Mozambico. Si trova principalmente sulle Manica Highlands, nell'area compresa tra il Monte Nyangani, i Monti Vumba e i Monti Chimanimani ma è stata trovata una popolazione anche sul Monte Gorongosa, in territorio mozambicano. La specie consta di un EOO (Extent Of Occurance) pari a 15,228 km2 ed un AOO (Area Of Occupancy) al momento nota di 68 km2, anche se potrebbe essere di molto superiore, probabilmente di circa 2000 km2.
Questa piccola erbacea è stata trovata in anfratti e dirupi rocciosi, solitamente in situazioni umide ma esposte al sole. Sono stati avvistati alcuni esemplari si lungo le sponde dei torrenti o sui margini della foresta.
C. alticola cresce all'interno di diverse aree protette e solo nell'area nei pressi di Rukotso, al limite settentrionale della sua distribuzione, è potenzialmente minacciata. Qui si assiste infatti alla rimozione dell'habitat delle praterie per destinarlo alla coltivazione di patate, anche se non sembra che ciò possa avere un impatto su questa specie, che predilige infatti un terreno roccioso. Questa pianta non è quindi considerata minacciata secondo la IUCN Red List.